# ウィード (ニューメキシコ州)
ウィード（英:Weed）とは、アメリカニューメキシコ州オテロ郡の国勢調査指定地域である。

## 地理
標高約2150mのサクラメント山脈の東側斜面に位置している。 2010年の国勢調査では、63人であった。 

## 歴史
ウィードは、ジョージとエリザベス・ルイスによって1884年に設立され、支店として作ったウィリアム・H・ウィードにちなんで名づけられた。
また、俳優グレン・ストレンジの生まれた場所として知られる。